# Filippo Maria Campeggi
Filippo Maria Campeggi (Bologna, 1518 circa – Venezia, 9 aprile 1584) è stato un vescovo cattolico italiano.

## Biografia
Nacque a Bologna intorno all'anno 1518 dal senatore Antonio Maria Campeggi e da Lucrezia Guastavillani. Si dedicò agli studi giuridici ed ottenne la laurea nel 1544 presso l'università di Bologna. Intraprese quindi la carriera ecclesiastica, in cui fu favorito dai numerosi parenti e in particolar modo dallo zio paterno Tommaso che, dopo la morte del cardinal Lorenzo, che fece avere al nipote l'abbazia di Santa Maria di Corazzo, ricco beneficio ecclesiastico che gli era stato concesso nel 1522 da papa Adriano VI. Il 16 aprile 1546 Tommaso scelse Filippo Maria come suo coadiutore con diritto di successione alla diocesi di Feltre. Essendo Tommaso Campeggi spesso lontano dalla diocesi per incarichi in Curia e all'estero, Filippo Maria Campeggi governò di fatto da solo.
Il 17 aprile 1559, in seguito a rinuncia dello zio Tommaso, gli succedette come vescovo di Feltre.
Giunto a Trento il 17 marzo 1562, intervenne alla fase conclusiva del Concilio partecipando alle discussioni sui canoni intorno ai sacramenti dell'eucaristia, dell'ordine, del matrimonio e sulla questione della residenza dei vescovi.
La discussione sui decreti dogmatici de sacramento missae si era focalizzata sui problemi inerenti l'eucaristia e Filippo Maria Campeggi si schierò dalla parte di coloro che volevano ammettere la comunione sotto le due specie solo per i celebranti. Il 16 luglio 1562 fu approvato un decreto che dichiarava la comunione sotto le due specie ammissibile, ma non obbligatoria; Filippo Maria Campeggi votò contro, con Tommaso Stella, Giovanni Munatones e Giovanni Soarez, affermando che l'eucaristia era stata istituita da Cristo nelle due specie solo per gli apostoli. La questione della residenza coinvolgeva direttamente numerosi prelati poiché avrebbe impedito che possedessero contemporaneamente più benefici ecclesiastici con obbligo di cura delle anime e fu perciò la causa di attrito fra due fra la correnti: il 4 gennaio 1563 Filippo Maria Campeggi propose una soluzione immediata sostenendo l'inutilità della discussione di quel problema, già risolto a suo avviso con la bolla Nostri non solum di papa Paolo III, del 31 dicembre 1546. Nella ventitreesima sessione del concilio, tenuta il 15 luglio 1563, furono presentati i Decreta super reformationes con il voto negativo di soli undici padri. L'unico che si oppose al decreto denunciandone apertamente le contraddizioni fu Filippo Maria Campeggi, che però volle sottomettersi alla volontà del pontefice. La sua partecipazione saltuaria alle congregazioni conciliari fu oggetto di pubblico rimprovero da parte del cardinale Giovanni Morone.
Terminato il concilio, Filippo Maria Campeggi si dedicò alla diocesi feltrina, dove diede applicazione ai decreti tridentini e si impegnò attivamente in un'opera di riforma: fu fra i primi vescovi a compiere la visita pastorale della propria diocesi.
Negli anni successivi Filippo Maria Campeggi divise la propria residenza fra Feltre e Venezia, ove infine si stabilì pressoché definitivamente dal 1580, dopo che, per sua richiesta, gli era stato assegnato un coadiutore. Morì a Venezia il 9 aprile 1584.

## Genealogia episcopale
La genealogia episcopale è:
- Cardinale Girolamo Grimaldi
- Arcivescovo Martinho de Portugal
- Arcivescovo Alfonso Oliva, O.S.A.
- Vescovo Giovanni Campeggi
- Vescovo Filippo Maria Campeggi